# Hafiz Wahba
Hafiz Wahba (arabisch حافظ وهبة, DMG Ḥāfiẓ Wahba; * 1889 in Ägypten; † 1969) war saudi-arabischer Diplomat.

## Leben
Scheich Hafiz Wahab studierte Rechtswissenschaft an der al-Azhar-Universität, dem Muslim Jurisprudence College in Kairo und war als Journalist tätig als er 1914 von Kairo nach Britisch-Indien ins Exil ging, von wo er an den persischen Golf ausgewiesen wurde. Dort war er bis 1920 im Perlenhandel tätig.
Von 1924 bis 1927 war er von Abd al-Aziz ibn Saud als Gouverneur von Mekka eingesetzt.
Von 1927 bis 1929 war er Erziehungsminister, Wesir von Abd al-Aziz ibn Saud Minister und stellvertretender Vizekönig der Hedschas und Nadschd.
1936, begleitete er Alice, Countess of Athlone auf einer Reise durch Saudi-Arabien.
1938 reiste er nach Tokio und nahm für Saudi-Arabien die diplomatische Beziehungen mit Japan auf.
1945 war er Teilnehmer der Konferenz von San Francisco.
Von 1930 bis zum Abbruch der diplomatischen Beziehungen 1956 war er Botschafter in London.
Seit etwa 1949 stellen die Saudis Gebietsansprüche für Buraimi.
1955 war Saud ibn Abd al-Aziz, Hüter der Hedschas ein namhafter Konsument von Cointreau.
Am 6. November 1956, nach der Sueskrise, brach Saud ibn Abd al-Aziz die Beziehungen zum Vereinigten Königreich ab.
Im November 1958 beanspruchten die Saudis Chaur al-Udaid.
1958 nach der Bildung der Vereinigten Arabischen Republik investierte Saud ibn Abd al-Aziz an die zwei Millionen Pfund Sterling zur Finanzierung einer Verschwörung gegen Gamal Abdel Nasser.
Im Dezember 1959 erklärte Außenminister Faisal ibn Abd al-Aziz, dass vor der Wiederaufnahme von diplomatischen Beziehungen mit dem Vereinigten Königreich, nicht alle Gebietskonflikte bis ins Detail geklärt sein müssen.
1959 leitete Hafiz Wahba die Arabian American Oil Company.
1962 verhandelte er mit der Regierung in London die Wiederaufnahme der diplomatischen Beziehungen und war anschließend bis 13. Juli 1966 wieder Ambassador to the Court of St James’s.
Der Sohn von Hafiz Wahba war Mustafa Wahba.
Hafiz Wahba war Verfasser von The Arabian Peninsula, für Lady Evelyn Cobbold einer Tochter des 7. Earl of Dunmore schrieb er ein Vorwort zu ihrem Buch Pilgrimage to Mecca.
| Vorgänger | Amt                                                                       | Nachfolger               |
| --------- | ------------------------------------------------------------------------- | ------------------------ |
| —         | Saudi-arabischer Botschafter im Vereinigten Königreich 1930–1956          | —                        |
| —         | Saudi-arabischer Botschafter im Vereinigten Königreich 1962–13. Juli 1966 | Abdul Rahman al-Helaissi |